# Mewa mała
Mewa mała (Hydrocoloeus minutus) – gatunek średniej wielkości ptaka wodnego z rodziny mewowatych (Laridae); najmniejszy gatunek mewy. Nie jest zagrożony wyginięciem.

## Systematyka
Jest to jedyny przedstawiciel rodzaju Hydrocoloeus. Nie wyróżnia się podgatunków.

## Występowanie
W sezonie lęgowym zamieszkuje obszary od północnej części Półwyspu Skandynawskiego przez kraje bałtyckie, zachodnią Rosję po zachodnią Syberię i Kazachstan oraz wschodnią Syberię (od jeziora Bajkał do doliny rzeki Leny); sporadycznie występuje w zachodniej i środkowej Europie. Regularnie, choć nielicznie gniazduje także w Ameryce Północnej w rejonie Wielkich Jezior (pierwszy przypadek gniazdowania na tym kontynencie odkryto w 1962 roku). Zimuje głównie na południe i zachód od zasięgu lęgowego – na wybrzeżach Morza Północnego, Bałtyku, zachodnich wybrzeżach Europy, wybrzeżach Morza Czarnego, Kaspijskiego i Śródziemnego. Populacja amerykańska zimuje wzdłuż wschodnich wybrzeży USA.
W Polsce zimuje licznie i regularnie. Do początku XXI wieku również skrajnie nielicznie gniazdowała, głównie na północy kraju; ostatnie jej stanowiska znajdowały się na zbiorniku Siemanówka, jeziorze Świdwie, w Parku Narodowym „Ujście Warty” i na Bagnach Biebrzańskich. Ostatni przypadek lęgu na terenie kraju odnotowano w 2002 roku w Ujściu Warty. Przeloty w kwietniu–maju i sierpniu–październiku.

## Charakterystyka

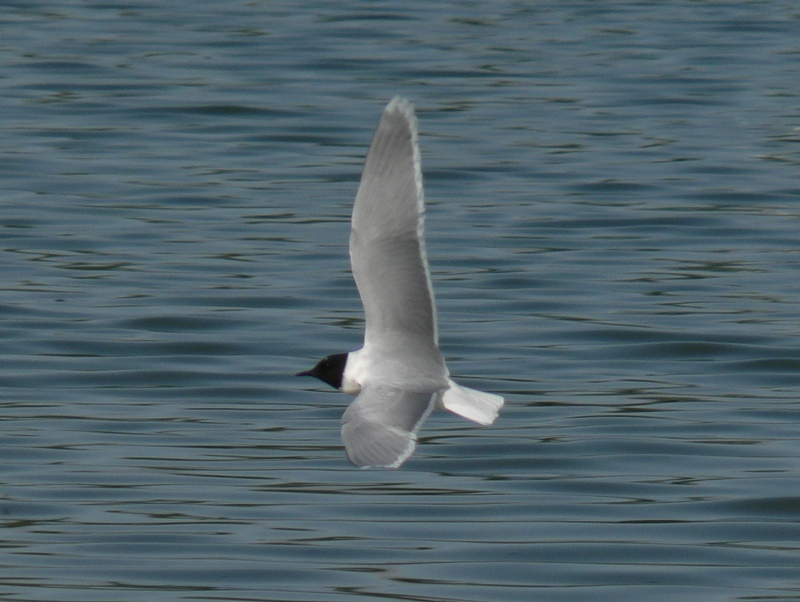
Mewa mała w locie w szacie godowej

Cechy gatunkuTo najmniejszy gatunek z podrodziny mew. Sylwetka krępa. Brak wyraźnego dymorfizmu płciowego. W upierzeniu godowym głowa czarna, tworząca czapeczkę dochodzącą do karku, grzbiet i wierzch zaokrąglonych skrzydeł poza białymi końcówkami popielate (białe obrzeżenie na ich tylnym brzegu) i bez czarnych końców, dziób i nogi ciemnoczerwone, spód skrzydeł ciemny (cecha wyróżniająca ten gatunek spośród innych mew). Reszta ciała biała, przy czym biały brzuch mew może mieć u niektórych osobników odcień różowy (nie ma go u martwych ptaków). W upierzeniu spoczynkowym głowa bieleje, choć pozostaje szara plama na wierzchu, a na potylicy i w okolicach pokryw usznych pozostają ciemne plamy. Dziób staje się wtedy czarny, a nogi cieliste. Osobniki młodociane podobne do dorosłych w szacie spoczynkowej, lecz z ciemnymi końcami skrzydeł oraz brązowym deseniem układającym się w łuk na wierzchu ciała w kształcie litery W (widać jest go też zimą, gdy ma popielatoszare upierzenie) i czarnym paskiem na końcu ogona. Różnią się również ciemnym dziobem i brązowawymi nogami. W drugim roku życia można je oglądać w szacie przejściowej z ciemnymi plamami na głowie, a pasy na lotkach I rzędu skrzydeł (ale ich spód jest nadal jasny) oraz ogonie stopniowo zanikają. Ostateczne ubarwienie ustala się po 2,5 roku.
Podobna do mewy czarnogłowej, ale jest od niej mniejsza.
GłosJej dźwięk to nosowe i twarde, powtarzające się „kek kek”.
Wymiary średniedługość ciała ok. 24–30 cm
rozpiętość skrzydeł ok. 65–80 cm
masa ciała ok. 90–160 g

## Biotop
W sezonie lęgowym gęsto zarośnięte zbiorniki wodne, stawy i płytkie, żyzne, bogate w szuwary jeziora w głębi lądu, wyspy oraz bagna z oczkami wolnej wody przy ujściach rzek i nad zatokami morskimi. Zimą również morskie wybrzeża. W czasie wiosennych i jesiennych przelotów spotykana często na zbiornikach śródlądowych.

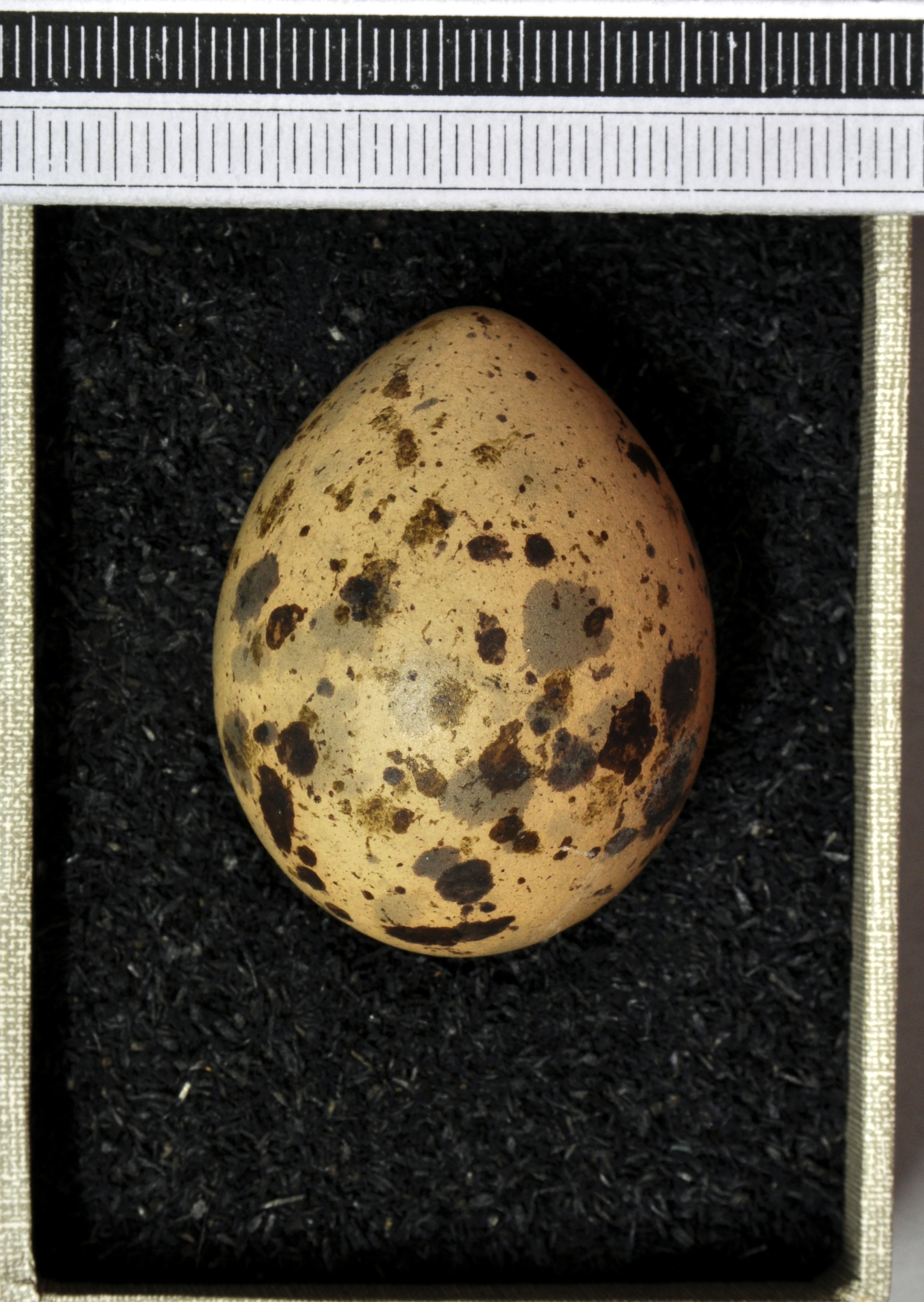
Jajo z kolekcji muzealnej

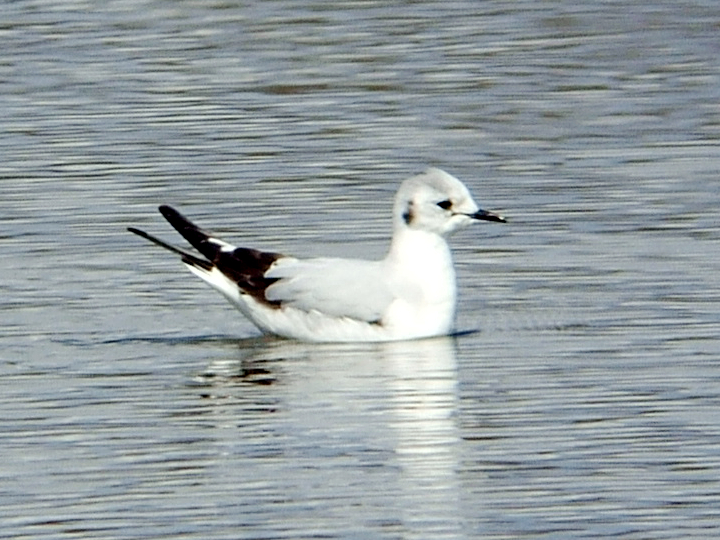
Osobnik młodociany w pierwszej szacie letniej

## Okres lęgowy
TokiNa lęgowiska wracają od kwietnia do czerwca. W locie godowym ptaki ścigają się, zataczają wokół siebie koła. Gdy są na ziemi, przyjmują wojowniczą postawę, która jest dość rzadka w tej rodzinie.
GniazdoW wodnej roślinności lub na stałym gruncie, złożone z materiału roślinnego. Tworzy kolonie do kilkuset par, najczęściej 50–80 gniazd. Zwykle tworzy je z lęgowiskami mewy śmieszki i rybitwy zwyczajnej. Para buduje gniazdo od maja. Wyściółką są suche rośliny błotne, które zbiera z okolicy.
JajaW ciągu roku wyprowadza jeden lęg, składając w maju–czerwcu 2–3 brunatne lub oliwkowozielone jaja w czarne plamki.
Wysiadywanie i dorastanieJaja wysiadywane są przez okres 21–23 dni przez obydwoje rodziców. Młode szybko opuszczają gniazdo kryjąc się wśród roślin, gdzie są karmione przez rodziców. Mają brunatny puch usiany na grzbiecie ciemniejszymi plamami. Pisklęta zdolność do lotu osiągają po 4 tygodniach, choć dojrzałe płciowo są po 3 latach.

## Pożywienie
Zasadniczo bezkręgowce, głównie owady (np. komary) łowione w locie nad wodą (nigdy nad lądem), podobnie jak rybitwy, w licznych grupach dochodzących do kilkuset osobników. Zjada też robaki, skorupiaki i drobne ryby łapane na płytkich wodach.

## Status i ochrona
Międzynarodowa Unia Ochrony Przyrody (IUCN) uznaje mewę małą za gatunek najmniejszej troski (LC – Least Concern) nieprzerwanie od 1988 roku. Liczebność światowej populacji, według szacunków organizacji Wetlands International z 2006 roku, zawiera się w przedziale około 97–270 tysięcy osobników. Ogólny trend liczebności populacji uznawany jest za wzrostowy, choć liczebność populacji europejskiej spada. Wymieniona w załączniku I Dyrektywy ptasiej.
W Polsce podlega ścisłej ochronie gatunkowej, wymaga ochrony czynnej. Na Czerwonej liście ptaków Polski mewa mała sklasyfikowana została jako gatunek wymarły regionalnie (RE).
Osuszanie terenów bagiennych powoduje utratę miejsc lęgowych.